# Tookie Brown
Quindarious Deavundre Brown, meglio noto come Tookie Brown (Augusta, 22 novembre 1995), è un cestista statunitense.

## Palmarès
- Campionato cipriota: 1

AEK Larnaca: 2022-2023